# Mesochorus coronatus
Mesochorus coronatus là một loài tò vò trong họ Ichneumonidae.